# (126) Velleda
(126) Velleda – planetoida pasa głównego asteroid.

## Odkrycie
Planetoida została odkryta przez Paula Henry’ego 5 listopada 1872 roku w Obserwatorium paryskim. To było jego pierwsze potwierdzone odkrycie. Paul i jego brat Prosper Henry odkryli w sumie 14 asteroid. Nazwa planetoidy pochodzi od Weledy, wieszczki z plemienia Brukterów.

## Orbita
(126) Velleda krąży w średniej odległości 2,44 jednostek astronomicznych od Słońca (okres obiegu to 3 lata i 295 dni). Raz na 5,36 godziny wykonuje obrót wokół własnej osi.
Jest to prawdopodobnie typowy, chociaż spory, asteroid o typie spektralnym S.